# Coltan
| Coltan (t.v.) och Tantalit (t.h.), en viktig beståndsdel i coltanmalm. |  | Coltan (t.v.) och Tantalit (t.h.), en viktig beståndsdel i coltanmalm. |
| Coltan (t.v.) och Tantalit (t.h.), en viktig beståndsdel i coltanmalm. |  |                                                                        |

Coltan, en förkortning av columbit-tantalit, är blandningen av de två närbesläktade mineralen columbit och tantalit som bildar en serie fasta lösningar och kan beskrivas som (Fe,Mn)(Nb,Ta)2O6. Blandningen innehåller således de båda grundämnena niob och tantal i varierande mängder. De fasta lösningarnas ytterligheter med avseende på niob respektive tantal är columbit ((Fe,Mn)Nb2O6) och tantalit ((Fe,Mn)Ta2O6).
I Sverige har mindre fynd av columbit gjorts bl.a. i fältspatbrottet Varuträsk (Västerbottens län) och vid Rödberget på östra Väddö (Stockholms län).

## Problem vid coltanbrytning i Afrika
Coltan har angivits som en bidragande orsak till andra Kongokriget, en av historiens blodigaste konflikter med ett dödstal på omkring 5,4 miljoner. Illegalt utvunnen coltan har smugglats från Rwanda och Uganda, till i synnerhet Kina, där malmen används för att utvinna tantal.
Coltanbrytning i, och omkring, Virunga-parken i östra Kongo-Kinshasa leder också till omfattande miljöförstöring och kan utgöra ett hot mot bergsgorillor.